# Juan III (obispo de Jaén)
Juan III (Soria, ¿? - ¿? 1289) religioso castellano, canónigo y después obispo de Jaén.
A la muerte de Juan II, su predecesor y no haber elección durante unos meses, decidió ir a la sede toledana para pedir su propio nombramiento para obispo de Jaén al arzobispo de Toledo Gonzalo García Gudiel, el cual se lo dio el 31 de agosto de 1287.